# نهر كلويت
نهر كلويت هو نهر في جنوب سومطرة، إندونيسيا.